# بدن‌پرستی

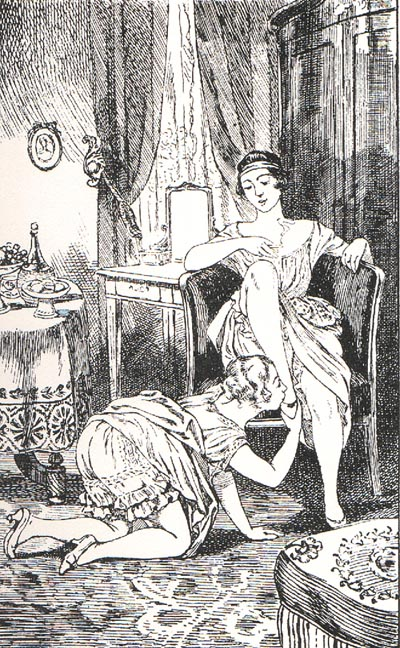
نقاشی از بدن‌پرستی، تن‌پرستی یا تن‌ستایی

بدن‌پرستی، تن‌پرستی یا تن‌ستایی (انگلیسی: Body worship) شیفتگی و حرمت‌گذاری یک فرد به بدن فردی دیگر است که بیشتر به‌شکل عطشی جسمانی و برده‌وار در رابطهٔ بی‌دی‌اس‌ام نمود می‌یابد. صورت‌های مرسوم بدن‌پرستی شامل پرستیدن و ستایش عضله، آلت مردی، واژن و باسن است.